# Leaf River
Leaf River és una població dels Estats Units a l'estat d'Illinois. Segons el cens del 2009 tenia 600 habitants.

## Demografia
Segons el cens del 2000, Leaf River tenia 555 habitants, 214 habitatges, i 154 famílies. La densitat de població era de 249,2 habitants/km².
Dels 214 habitatges en un 32,7% hi vivien nens de menys de 18 anys, en un 58,9% hi vivien parelles casades, en un 9,8% dones solteres, i en un 28% no eren unitats familiars. En el 21,5% dels habitatges hi vivien persones soles el 5,1% de les quals corresponia a persones de 65 anys o més que vivien soles. El nombre mitjà de persones vivint en cada habitatge era de 2,59 i el nombre mitjà de persones que vivien en cada família era de 3,07.
Per edats la població es repartia de la següent manera: un 26,5% tenia menys de 18 anys, un 8,1% entre 18 i 24, un 29,5% entre 25 i 44, un 23,2% de 45 a 60 i un 12,6% 65 anys o més.
L'edat mediana era de 35 anys. Per cada 100 dones de 18 o més anys hi havia 95,2 homes.
La renda mediana per habitatge era de 36.528 $ i la renda mediana per família de 40.268 $. Els homes tenien una renda mediana de 33.958 $ mentre que les dones 21.000 $. La renda per capita de la població era de 15.620 $. Aproximadament el 2,5% de les famílies i el 5,7% de la població estaven per davall del llindar de pobresa.

## Poblacions més properes
El següent diagrama mostra les poblacions més properes.